# Verkehrsdisziplin
Der Begriff Verkehrsdisziplin steht im täglichen Verkehr und in der Rechtsprechung für das regelkonforme Verhalten beim praktischen Verkehrsumgang.

## Verhaltensnorm
Der Begriff „Verkehrsdisziplin“ bezeichnet ein bestimmtes Verhalten bei den praktischen Verkehrsabläufen, die jedem Verkehrsteilnehmer ein sicheres und verträgliches Verkehren in den gemeinsamen Verkehrsräumen ermöglichen sollen. Vergleichbar den Rechtsverordnungen anderer Länder, schreibt etwa die Straßenverkehrsordnung (StVO) der Bundesrepublik Deutschland in § 1 StVO dazu als Grundregel für das erwartete Verhalten der Verkehrsteilnehmer fest:
„(1) Die Teilnahme am Straßenverkehr erfordert ständige Vorsicht und gegenseitige Rücksicht.
(2) Wer am Verkehr teilnimmt, hat sich so zu verhalten, dass kein anderer geschädigt, gefährdet oder mehr, als nach den Umständen unvermeidbar, behindert oder belästigt wird.“
Ein solches Verhalten setzt Verkehrsdisziplin voraus.
Verkehrsdisziplin als regelkonformes Verhalten bei der Bewegung in öffentlichen Verkehrsräumen hat eine grundsätzliche Bedeutung für die Sicherheit aller Verkehrsteilnehmer. Sie wird daher im Einzelnen in verbindliche Regeln gefasst, weitestgehend überwacht und bei Regelwidrigkeiten gegebenenfalls sanktioniert. Verstöße gegen dieses Regelwerk gelten als unsoziales Verhalten, das sich und andere gefährdet und daher nicht toleriert wird. So zählen etwa Rasen, Drängeln, Vorfahrtnehmen, Handytelefonieren, Falschparken, Rechtsüberholen, nahes Auffahren zu einem rücksichtslosen sozialabträglichen Verhalten, das je nach Schuldhaftigkeit und Schwere als Ordnungswidrigkeit oder Straftat eingestuft und entsprechend geahndet wird.

## Bedeutung
Verkehrsdisziplin bedeutet Selbstregulation des Verkehrsverhaltens. Als Emotionsregulation beinhaltet sie u. a. den beherrschten mentalen Umgang mit den eigenen Gefühlen und Stimmungen. Im Umgang mit anderen Menschen verpflichtet sie dazu, im eigenen Verhalten soziale Normen und Rollenanforderungen zu beachten und einzuhalten. Mutwillige bzw. grob fahrlässige Verkehrsverstöße aus mangelnder Selbstdisziplin galten zur Zeit des Nationalsozialismus als Charakterfehler und Vergehen an der Volksgemeinschaft und wurden entsprechend mit drastischen Strafen belegt.
Es ist jedoch auch heute unbestritten, dass Verkehrsdisziplin als genormtes Verhalten eine unverzichtbare Voraussetzung darstellt, um eine geregelte, gefahrenentschärfte, verträgliche Mobilität im gemeinsamen Verkehrsraum zu erreichen. Verkehrsdisziplin hat dazu beizutragen, Unfälle zu vermeiden und ein partnerschaftliches Miteinander im Verkehr zu gewährleisten. Verstöße gegen das kodifizierte Regelwerk, aber auch gegen das Gesetz des fairen Umgangs miteinander, gelten als Disziplinlosigkeit und unsoziales Verhalten. Sie werden entsprechend über Sanktionsandrohungen und deren Vollstreckung erzwungen.
In den frühen Jahren des rapide wachsenden Verkehrsaufkommens wurde Verkehrsdisziplin noch fast ausschließlich dem erwachsenen Verkehrsteilnehmer abverlangt. Es herrschte noch eine fatalistische Einstellung vor, die Kinder vom modernen Verkehrsleben völlig überfordert sah und meinte, dass sie „zwangsläufig“ verunglücken müssten, wenn die kraftfahrenden Erwachsenen dies nicht verhinderten. Dagegen stellte sich seitens der Wissenschaft die Frage, ob die Kinder nicht zu ihrer Sicherung auch selbst mehr in die Pflicht genommen und durch eine didaktische Umorientierung der Verkehrserziehung besser dazu befähigt werden müssten. Analysen durch Verkehrsexperten erbrachten, dass sich besonders zu Unfällen neigende Kinder und Jugendliche durch bestimmte Eigenschaften und Persönlichkeitsprofile identifizieren lassen.
Erst allmählich reifte in den 1970er Jahren ein Perspektivwechsel, das Kind als lernfähiges Wesen ernster zu nehmen, sein entsprechendes Selbstbewusstsein zu stärken und die aktive Selbstsicherung mit neuen kindgemäßen Methoden zu gestalten. Verkehrserziehung sollte mehr vom Horizont des Kindes und Jugendlichen und ihren Interessen und Fähigkeiten aus gedacht und gestaltet werden.  Es wuchs die Erkenntnis, dass die Heranwachsenden in ihren Potenzialen, einschließlich ihrer Verantwortungsfähigkeit, erheblich unterschätzt wurden. Dazu mussten sie aber aus der ihnen aufgedrängten passiven Rolle und der Einstufung als scheinbar zwangsläufige Verkehrsopfer befreit werden. Schon der Schulanfänger wurde als verantwortungsfähiges und -williges Wesen begriffen und auf spielerischem Wege in den für ihn machbaren Verkehrsumgang als Fußgänger im Nahbereich geführt. Der selbstgestaltete Schulweg sollte als Normalfall das bequeme Elterntaxi und die Bustransporte ersetzen. Die Einführung eines Fußgängerdiploms und einer Radfahrprüfung sollten als Kompetenznachweise das Bewusstsein bei Kindern und Erwachsenen schärfen, den Schulweg eigenständig und sicher bewältigen zu können.

## Vermittlung
Erwachsene gelten als reife Verkehrsteilnehmer, bei denen Kenntnis und diszipliniertes Einhalten der Verkehrsregeln im Normalfall vorausgesetzt und erwartet werden. Verstoßen sie trotzdem gegen einzelne Vorschriften, müssen sie als sogenannte „Verkehrssünder“ mit Strafen rechnen, die von einer einfachen Verwarnung über Geldbußen bis hin zum Führerscheinentzug reichen können. In gravierenden Einzel- und Wiederholungsfällen werden sie nach § 48 StVO auch auf Vorladung der Straßenverkehrsbehörde zur Aufbesserung ihrer Verkehrskenntnisse einem sogenannten Verkehrsunterricht zugewiesen. Das Fernbleiben von dem verordneten Verkehrsunterricht ist gem. § 49 Abs. 4 Nr. 6 StVO mit Bußgeld bewehrt. Die erreichte Selbstdisziplin, die – so wird vom Gesetzgeber unterstellt – in der Regel den Reifegrad als Erwachsener ausmacht, erübrigt in den meisten Fällen eine Fremddisziplinierung. So werden z. B. für Fußgänger und Radfahrer vom Gesetzgeber keine verbindlichen Verkehrskurse und -prüfungen vorgeschrieben, sondern nur freiwillige Angebote gemacht. Man begnügt sich etwa mit Appellen zur Rücksichtnahme, besonders zu Schulbeginn, oder propagiert das selbstsichernde Helmtragen für Radfahrer.
Kinder und Jugendliche gelten als Heranwachsende und noch Lernende. Ihnen gegenüber
lässt der Gesetzgeber hinsichtlich der Verkehrsdisziplin viel Milde walten, indem er die Strafmündigkeit relativ hoch ansetzt. Wissenschaftler kritisieren jedoch die von Juristen und Politikern unterschätzte Verantwortungsfähigkeit und -bereitschaft schon der Kinder, und Schulen und Verbände drängen angesichts der hohen Gefährdung auf wirksame erzieherische Maßnahmen zur aktiven Selbstsicherung schon der Erstklässler durch spielerisch gestaltete Unterrichtsprojekte wie das Schulwegspiel oder die Radfahrprüfung. Sie verlocken dazu mit Abzeichen, Urkunden und Vorteilen im Schulgelände (z. B. speziell gekennzeichneten Abstellplätzen). Das Wort Disziplin wird im pädagogischen Bereich heute wegen der historischen Belastung und Assoziationen zu „soldatischem Gehorsam“, überholtem „Drill“ und „autoritärem Unterricht“ gern vermieden und überwiegend nur in der positiv belegten Bedeutung als „Selbstdisziplin“ noch verwendet. Man spricht lieber von „Selbstbeherrschung“, „Regeltreue“, „Fairness“ und „partnerschaftlichem Verhalten“, die dem verträglichen Umgang miteinander geschuldet sind. Zudem wird „Verkehrsdisziplin“ nicht mehr „anerzogen“, sondern als sinnvolles Handeln von den Kindern aus dem Spielen heraus selbst entdeckt: Spielräume werden zu Verkehrsräumen, Spielregeln zu Verkehrsregeln, Spielpartner im Rollenspiel zu Verkehrspartnern.

## Öffentliches Bewusstsein
In der öffentlichen Diskussion spielt die Verkehrsdisziplin nach wie vor eine bedeutsame Rolle, wie es sich in den Medien, aber auch in den Polizeiberichten widerspiegelt. Dabei ist man sich mangels längerfristiger statistischer Erhebungen uneins darüber, ob die Verkehrsdisziplin im Laufe der Jahre und angesichts des vermehrten Verkehrsaufkommens eher zu- oder abgenommen hat.